# Liga de Fútbol de Nepal
La Martyr's Memorial A-Division League (सहिद स्मारक ए-डिभिजन लिग en nepalés) es una de las dos ligas de primera división de fútbol de Nepal junto a la Liga Nacional de Nepal, se disputa desde 1955 y es organizada por la Federación de Fútbol de Nepal, la liga tiene un sistema de ascensos y descensos con la División B de Nepal.

## Historia
El entonces primer ministro de Nepal, Padam Shamsher inauguró el torneo Ram Janaki Football en 1947 con el objetivo de que el público se interesara más en el fútbol. Luego de que la democracia llegara a Nepal en 1950, el Police Force ganó el título 3 años seguidos. La Asociación de Fútbol de Nepal organizó el torneo en memoria de los Mártires, llamándolo el Martyr's Memorial League Tournament, hasta 2012 cuando pasó a ser llamada Liga Nacional.
La historia del torneo no es muy clara, el Ranipokhari Corner Team ganó los torneos entre 1971-73, hasta que no quedaron recursos económicos para continuarlo.
Complicándose por el aumento en el nivel deportivo de sus países vecinos, Nepal tenía problemas para hacer una selección competitiva en vista de sus vecinos, que con sus ligas profesionales no lo tenían. La liga local tenía sus propios problemas.
Ahora revivieron la liga, a causa de la caída de nivel deportivo, y solo un cierto número de personas no la apoyan.

## Equipos participantes

### Temporada 2023
| Club                     | Ciudad   |
| ------------------------ | -------- |
| Church Boys United       | Patan    |
| Friends Club             | Patan    |
| Himalayan Sherpa Club    | Katmandú |
| Jawalakhel YC            | Patan    |
| FC Khumaltar             | Patan    |
| Machhindra Football Club | Katmandú |
| Manang Marshyangdi Club  | Pokhara  |
| Nepal APF Club           | Katmandú |
| Nepal Police Club        | Katmandú |
| New Road Team            | Katmandú |
| Sankata BSC              | Katmandú |
| Satdobato Youth Club     | Patan    |
| Three Star Club          | Patan    |
| Tribhuvan Army F.C.      | Katmandú |

- La totalidad de los clubes de la ciudad de Katmandú utilizan los dos únicos estadios disponibles, el Estadio Dasarath Rangasala y el Estadio Halchowk.

## Palmarés
- 1954-55: Mahabir Club Katmandú
- 1955-56: Nepal Armed Police Force
- 1956-57: Nepal Armed Police Force
- 1957-58: Nepal Army Club
- 1958-59: No disputado
- 1959-60: No disputado
- 1960-61: New Road Team Katmandú
- 1961-62 : No disputado
- 1962-63: New Road Team Katmandú
- 1963-64: Bidya Byama
- 1964-65: No disputado
- 1965-66: No disputado
- 1966-67: Mahabir Club Katmandú
- 1967-68: Friends Union Katmandú
- 1968-69: Deurali Club
- 1969-70: Mahabir Club Katmandú
- 1970-71: Deurali Club
- 1971-72: Ranipokhari Corner Team
- 1972-73: Ranipokhari Corner Team
- 1973-74: New Road Team Katmandú
- 1975: Boys Union Katmandú
- 1976: Sunakhari Athletic Club
- 1977: Annapurna Club
- 1978: New Road Team Katmandú
- 1979: Ranipokhari Corner Team
- 1980: Sankata Boys Katmandú
- 1981: Ranipokhari Corner Team
- 1982: Annapurna Club
- 1983: Sankata Boys Katmandú
- 1984: Ranipokhari Corner Team
- 1985: Sankata Boys Katmandú
- 1986: Manang Marsyangdi Club
- 1987: Manang Marsyangdi Club
- 1988: No disputado
- 1989: Manang Marsyangdi Club
- 1990-94: No disputado
- 1995: New Road Team Katmandú
- 1996-97: Three Star Club
- 1997-98: Three Star Club
- 1998-99: No disputado
- 2000: Manang Marsyangdi Club
- 2001: No disputado
- 2002: No disputado
- 2003: Manang Marsyangdi Club
- 2004: Three Star Club
- 2005-06: Manang Marsyangdi Club
- 2006-07: Nepal Police Club
- 2008: No disputado
- 2009: No disputado
- 2010: Nepal Police Club
- 2011: Nepal Police Club
- 2012-13: Three Star Club
- 2013-14: Manang Marsyangdi Club
- 2014-17: No disputado
- 2018-19: Manang Marsyangdi Club
- 2019-20: Machhindra FC
- 2020-21: No disputado
- 2021-22: Machhindra FC
- 2023:    Church Boys United
- 2024-25: No disputado

## Títulos por club
| Club                     | Ciudad   | Campeón | Años campeón                                   |
| ------------------------ | -------- | ------- | ---------------------------------------------- |
| Manang Marsyangdi Club   | Katmandú | 8       | 1986, 1987, 1989, 2000, 2003, 2006, 2014, 2019 |
| Ranipokhari Corner Team  | Katmandú | 5       | 1972, 1973, 1979, 1981, 1984                   |
| New Road Team            | Katmandú | 5       | 1961, 1963, 1974, 1978, 1995                   |
| Three Star Club          | Patan    | 4       | 1997, 1998, 2004, 2013                         |
| Nepal Police Club        | Katmandú | 3       | 2007, 2010, 2011                               |
| Mahabir Club             | Katmandú | 3       | 1955, 1967, 1970                               |
| Sankata Boys Sports Club | Katmandú | 3       | 1980, 1983, 1985                               |
| Nepal Armed Police Force | Katmandú | 2       | 1956, 1957                                     |
| Deurali Club             |          | 2       | 1969, 1971                                     |
| Annapurna Club           |          | 2       | 1977, 1982                                     |
| Machhindra FC            | Katmandú | 2       | 2020, 2022                                     |
| Nepal Army Club          | Katmandú | 1       | 1958                                           |
| Bidya Byama              |          | 1       | 1964                                           |
| Friends Union Katmandú   | Katmandú | 1       | 1968                                           |
| Boys Union Club          | Katmandú | 1       | 1975                                           |
| Sunakhari Athletic Club  |          | 1       | 1976                                           |
| Church Boys United       | Patan    | 1       | 2023                                           |

## Goleadores
| Temporada |                                       | Jugador(es)                 | Club(es)                                  | Goles |
| 2000      | Bandera de Nepal                      | Niranjan Rayamajhi          | Ranipokhari Corner Team                   | 23    |
| 2004      | Bandera de Nepal                      | Surendra Tamang             | Three Star Club                           | 15    |
| 2006      | Bandera de Nepal                      | Basanta Thapa               | Manang Marsyangdi Club                    | 20    |
| 2007      | Bandera de Nigeria · Bandera de Nepal | Junior Obagbemiro Rishi Rai | Brigade Boys Club Ranipokhari Corner Team | 27    |
| 2010      | Bandera de Nepal                      | Santosh Sahukhala           | Three Star Club                           | 19    |
| 2011      | Bandera de Nepal                      | Ju Manu Rai                 | Nepal Police Club                         | 20    |
| 2012      | Bandera de Nepal                      | Nawayug Shrestha            | Nepal Army Club                           | 7     |
| 2013      | Bandera de Nepal                      | Santosh Sahukhala           | Three Star Club                           | 17    |
| 2014      | Bandera de Nepal                      | Karna Limbu                 | Machhindra Football Club                  | 11    |
| 2015      | Bandera de Nepal                      | Nawayug Shrestha            | Nepal Army Club                           | 14    |